# Robert S. Wistrich
Robert Solomon Wistrich, född 7 april 1945 i Lenger, Kazakiska SSR, Sovjetunionen
(nuvarande Kazakstan), död 19 maj 2015 i Rom, Italien, var en brittisk-israelisk historiker.
Han var professor i europeisk och judisk historia vid Jerusalems hebreiska universitet.